# Heliococcus nivearum
Heliococcus nivearum är en insektsart. Heliococcus nivearum ingår i släktet Heliococcus och familjen ullsköldlöss.

## Underarter
Arten delas in i följande underarter:
- H. n. austriacus
- H. n. nivearum